# Pavier rouge
Aesculus pavia
Espèce
Classification APG III (2009)
Le Pavier rouge, Aesculus pavia, est un petit arbre de la famille des Sapindacées, originaire du sud des États-Unis, fréquemment cultivé comme arbre d'ornement pour ses belles fleurs rouges.
Il en existe deux variétés :
- Aesculus pavia var. pavia : le pavier rouge typique,
- Aesculus pavia var. flavescens : le pavier à fleurs jaunes.

La variété à fleurs jaunes, var. flavescens, est originaire du Texas et forme des hybrides à fleurs de couleur intermédiaire.
Le nom de « pavier » est la transposition en français du nom de genre Pavia, forgé par le botaniste néerlandais Hermann Boerhave qui a dédié l'espèce à Pieter Pauw, professeur de botanique à Leyde (Pays-Bas), dont le nom latinisé était Pavius.

## Synonyme
Pavia rubra Poir.

## Description
Le Pavier rouge est un petit arbre, ou un grand arbuste, de 5 à 8 mètres de haut, atteignant rarement 10 mètres ; il pousse parfois sous forme de touffes à plusieurs tiges.
Les feuilles, caduques, sont opposées et composées-palmées. Les folioles, en règle générale au nombre de cinq, sont de forme elliptique de 10 à 15 cm de long se terminant en pointe aiguë, à bords finement dentés.
Les fleurs apparaissent en avril-mai groupées en grappes dressées de 15 à 20 cm de long. Ces fleurs, hermaphrodites, à corolle tubulaire d'un rouge carmin, sont très décoratives.
Les fruits qui murissent en septembre-octobre sont des capsules ovoïdes sans piquants, contenant une seule grosse graine marron lisse. Cette graine est riche en saponines, substances toxiques pour l'homme, mais pas trop dangereuses car facilement digérées.

## Distribution
Cette espèce est originaire du centre et du sud des États-Unis : Illinois, Missouri, Oklahoma, Alabama, Arkansas, Floride, Géorgie, Kentucky, Louisiane, Mississippi, Caroline du Nord et du Sud, Tennessee, Texas.

## Utilisation
C'est un arbre planté pour l'ornement dont il existe diverses variétés, notamment la forme 'Humilis' à croissance lente.
Le Pavier rouge s'est hybridé en culture avec le marronnier commun (A. hippocastanum) pour donner le marronnier à fleurs rouges (Aesculus × carnea Hayne). Cet hybride est un arbre de taille moyenne de 20 à 25 mètres de haut, présentant des caractères intermédiaires à plusieurs égards entre ses deux parents, mais qui a hérité la couleur rouge des fleurs d' Aesculus pavia. C'est un arbre répandu dans les parcs et les grands jardins, souvent sous la forme du cultivar 'Briotii'. Des hybrides du pavier rouge se sont formés aussi avec le pavier jaune (Aesculus flava) et sont désignés sous le nom d'Aesculus × hybrida.